# Cat Soup
Cat Soup (ねこぢる草, Nekojiru-sō, letterlijk Nekojiru Gras) is een Japanese geanimeerde korte experimentele film uit 2001, geregisseerd door Tatsuo Satō, en geïnspireerd door het werk van de mangaka Nekojiru. De surrealistische film volgt Nyatta, een antropomorfische kitten, tijdens zijn reis naar de onderwereld en terug in een poging om de ziel van zijn zus te redden. Cat Soup kreeg een direct-naar-DVD release in Japan op 21 februari 2001. Central Park Media heeft de film in Noord-Amerika in licentie gegeven onder het label Software Sculptors en werd op 9 september 2003 op dvd uitgebracht.

## Verhaal
Nyāko (にゃーこ), de oudere zus van Nyatta (にゃっ太), is doodziek. Per ongeluk verdrinkt Nyatta in de badkuip en, terwijl hij klinisch dood is, ziet hij zijn zus het huis verlaten terwijl ze de handen vasthoudt met de Japanse versie van Ksitigarbha (bekend als Jizou in het Japans), en gaat ze achterna. Nyatta probeert zijn zus terug te nemen van Jizou, maar hij houdt haar vast en weigert los te laten. Nyāko wordt in tweeën gesplitst en laat Jizou achter met de helft van haar ziel terwijl haar broer met de andere helft wegrent. Jizou geeft een aanwijzing over een bloem die ze moeten zoeken om de ontbrekende halve ziel terug te vinden, en loopt er vervolgens mee weg.
Ondertussen vindt Nyatta's vader zijn zoon in de badkuip en brengt hem weer tot leven. Vervolgens verzamelen alle gezinsleden zich in Nyāko's kamer, waar ze er achter komen dat ze is gestorven. Nyatta komt dichterbij met de halve ziel in zijn armen en steekt het via haar neus terug in het lichaam van zijn zus. Nyāko opent haar ogen, maar blijft catatonisch. Nyatta en Nyāko's moeder vraagt aan beide katten om abura-age (of gebakken tofu) te kopen, waarna ze beginnen aan hun reis.
Ze bezoeken het 'Grote Walvis Circus'. De laatste act is een gigantische pinguïn-achtige vogel die is gevuld met verschillende weersomstandigheden die een storm veroorzaakt, waarvan het water alles overstroomt. Met z'n tweeën belanden ze op een Ark-achtige boot met een varken, die ze uiteindelijk eten door zijn buik open te ritsen en slagerijen eruit te trekken. God voert de wereld van de oceanen leeg door de wereld tegen te houden zodat het water erop langs zijn arm stroomt, waardoor de katten en het varken in een woestijn achterblijven. Het varken wordt doodgeslagen en bijt Nyatta's arm af, die wordt gerepareerd door een woestijnbewoner die poppen maakt van de stukken van andere katten.
Als ze door de woestijn reizen, worden ze door de geur van voedsel naar een huis gelokt en binnen uitgenodigd door een man. Ze worden gevoerd, en wanneer ze vol zijn, probeert de man ze te gebruiken als ingrediënt voor soep, en valt ze aan met een enorme schaar. Hij valt zelf in de ketel, waar Nyatta hem in stukken snijdt met de schaar, waarna de katten ontsnappen. Verder dwalend door de uitgedroogde woestijn, graaft Nyatta en vindt een poel water die de vorm aanneemt van een olifant, die hen afkoelt en met hen meereist, hoewel de olifant uiteindelijk verdampt van de hitte.
God stopt per ongeluk de tijdstroom en verstoort de ruimte, en de katten spelen met de tijdbevroren scènes. Vadertje Tijd zet de tijd weer aan, schiet hem vooruit en achteruit, en toont verschillende scènes van willekeurige gebeurtenissen die snel in de tijd of terug gaan. Uiteindelijk bevinden de katten zich weer op hun boot in de oceaan. Ze drijven in een moeras van metalen planten en wezens en komen de bloem tegen die ze zochten. Nyatta plaatst de bloem op het gezicht van Nyāko, waardoor ze weer normaal wordt. Samen gaan ze terug naar huis.
Uiteindelijk komt de hele kattenfamilie bij elkaar in hun huis terwijl ze ontspannen tv kijken. Nyatta laat hen achter om naar het toilet te gaan en terwijl hij weg is, verdwijnen de andere familieleden één voor één in het niets. De show op de tv verdwijnt ook en laat alleen een knipperend scherm achter. Nyatta keert terug om te ontdekken dat iedereen weg is. Buiten dooft de nabijgelegen lantaarnpaal waardoor alles in het duister wordt gehuld. Ten slotte wordt de film ook "uitgeschakeld", waarbij een knipperend statisch scherm achterblijft voordat de filmcredits verschijnen.
De film credits laten een scène zien van een paar seconden lang met Nyatta en Nyāko en hun ouders op het strand, begeleid door muziek uit een muziekdoos. Zodra de scene is afgelopen wordt hij teruggespoeld en opnieuw afgespeeld.

## Achtergrond
De personages van Nyako en Nyatta verschenen voor het eerst in het juni-nummer van het maandelijkse mangatijdschrift Garo. Ze verschenen ook in een reeks van 27 tv-afleveringen van twee minuten, gezamenlijk getiteld Nekojiru Gekijō (ねこぢる劇場, Nekojiru Theater). De serie verscheen in 1999 als een segment op TV Asahi's Bakushō-Mondai no Boss-Kyara-Ō (爆笑問題のボスキャラ王).
Nekojiru (de kunstenaar) werd geboren op 19 januari 1967 en stierf door zelfmoord op 10 mei 1998. Haar echte naam was Chiyomi Hashiguchi (橋口 千代美, Hashiguchi Chiyomi, née Nakayama (中山))  .

## Prijzen
Cat Soup won een Excellence Prize (Animation Division) op het Japan Media Arts Festival 2001, de "Best Short Film"-prijs op het Fantasia International Film Festival 2001 en de Silver Award voor Animation van de New York Exposition of Short Film and Video van 2003.